# Flondora
Flondora es una localidad rumana de la comuna de Manoleasa, en el condado de Botoșani.

## Geografía
Por el lugar discurre el río Volovăț.

## Historia
Hacia finales del siglo XIX, la localidad, que por entonces pertenecía al antiguo condado de Dorohoi, formaba parte de la comuna de Manoleasa y tenía contabilizada una población de 314 habitantes.
En la segunda mitad del siglo XX la localidad había pasado a formar parte de condado de Botoșani. En el censo de 2021 la localidad tenía una población de 484 habitantes.